# Zimbabue en los Juegos Olímpicos
Zimbabue en los Juegos Olímpicos está representado por el Comité Olímpico de Zimbabue, creado en 1934 y reconocido por el Comité Olímpico Internacional en 1980.
Ha participado en quince ediciones de los Juegos Olímpicos de Verano, su primera presencia tuvo lugar en Ámsterdam 1928. El país ha obtenido un total de ocho medallas en las ediciones de verano: tres de oro, cuatro de plata y una de bronce.
En los Juegos Olímpicos de Invierno ha participado en una sola edición, en Sochi 2014, sin conseguir ninguna medalla.

## Medallero

### Por edición
| Evento              | Oro | Plata | Bronce | Total |
| ------------------- | --- | ----- | ------ | ----- |
| Ámsterdam 1928      | 0   | 0     | 0      | 0     |
| 1932 – 1956         | –   | –     | –      | –     |
| Roma 1960           | 0   | 0     | 0      | 0     |
| Tokio 1964          | 0   | 0     | 0      | 0     |
| 1968 – 1976         | –   | –     | –      | –     |
| Moscú 1980          | 1   | 0     | 0      | 1     |
| Los Ángeles 1984    | 0   | 0     | 0      | 0     |
| Seúl 1988           | 0   | 0     | 0      | 0     |
| Barcelona 1992      | 0   | 0     | 0      | 0     |
| Atlanta 1996        | 0   | 0     | 0      | 0     |
| Sídney 2000         | 0   | 0     | 0      | 0     |
| Atenas 2004         | 1   | 1     | 1      | 3     |
| Pekín 2008          | 1   | 3     | 0      | 4     |
| Londres 2012        | 0   | 0     | 0      | 0     |
| Río de Janeiro 2016 | 0   | 0     | 0      | 0     |
| Tokio 2020          | 0   | 0     | 0      | 0     |
| París 2024          | 0   | 0     | 0      | 0     |
| TOTAL               | 3   | 4     | 1      | 8     |

| Evento           | Oro | Plata | Bronce | Total |
| ---------------- | --- | ----- | ------ | ----- |
| Sochi 2014       | 0   | 0     | 0      | 0     |
| Pyeongchang 2018 | –   | –     | –      | –     |
| Pekín 2022       | –   | –     | –      | –     |
| TOTAL            | 0   | 0     | 0      | 0     |

### Por deporte
Deportes de verano
| Evento              | Oro | Plata | Bronce | Total |
| ------------------- | --- | ----- | ------ | ----- |
| Hockey sobre hierba | 1   | 0     | 0      | 1     |
| Natación            | 2   | 4     | 1      | 7     |
| TOTAL               | 3   | 4     | 1      | 8     |